# Indorhynchus indicus
Indorhynchus indicus är en hakmaskart som först beskrevs av R.C. Tripathi 1959.  Indorhynchus indicus ingår i släktet Indorhynchus och familjen Illiosentidae. Inga underarter finns listade i Catalogue of Life.